# Evergreen 〜あなたの忘れ物〜
『evergreen 〜あなたの忘れ物〜』（エヴァーグリーン あなたのわすれもの）は、2006年5月24日にコロムビアミュージックエンタテインメントから発売された河村隆一のカバー・アルバム。

## 概要
初のカバー・アルバムであり、自身が在籍していたバンドLUNA SEAの楽曲も1曲カバー。初回限定盤のみ「Time To Say Goodbye」が収録。

## 収録曲
1. 花の首飾り（ザ・タイガース）
2. 「いちご白書」をもう一度（バンバン）
3. ブルースカイ ブルー（西城秀樹）
4. LOVE (抱きしめたい)（沢田研二）
5. オリビアを聴きながら（杏里）
6. YES-YES-YES（オフコース）
7. スローモーション（来生たかお）
8. Virginity（レベッカ）
9. 恋の予感（安全地帯）
10. 恋におちて（小林明子）
11. 真夏の果実（サザンオールスターズ）
12. OH MY LITTLE GIRL（尾崎豊）
13. 愛燦燦（美空ひばり）
14. I for You（LUNA SEA）
15. Time To Say Goodbye（アンドレア・ボチェッリ）※初回限定盤のみ収録